# You Have to Burn the Rope
You Have To Burn The Rope (YHTBTR) («Tienes que quemar la cuerda»), nombre clave Spoiler, es un videojuego diseñado y programado en Adobe Flash por Kian Bashiri en febrero de 2008 bajo el sello de Mazapán, con diseño gráfico adicional de Christian Dryden, y con música de Henrik Nåmark, el cual también colaboraría en el diseño.
Convertido en todo un fenómeno de Internet, en apenas dos meses fue reproducido más de un millón de veces, generando gran cantidad de respuestas de aficionados y de citas en blogs y revistas electrónicas (véase la sección Críticas y recibimiento).
You Have To Burn The Rope, de un esquema clásico, elemental, y con un desarrollo tremendamente breve, multiplicó su éxito al convertirse rápidamente en ariete de aquellos que vieron en él una crítica irónica contra la complejidad de los juegos de su época. El mismo título indica el propósito que ha de cumplir el jugador, el cual recibe pistas adicionales a lo largo de un corredor de un único sentido que le lleva al enfrentamiento inminente y final con el enemigo, sin que ante el objetivo se interponga realmente obstáculo alguno que detenga el desarrollo. Por otro lado, el lema dado por el autor fue «Computer games are getting so hard these days...» («Los videojuegos se hacen tan difíciles estos días...»).

## Desarrollo e impresiones del autor
El autor, Kian Bashiri, un sueco de 21 años estudiante de desarrollo de videojuegos en el Department of Computer and Systems Sciences de la Universidad de Estocolmo, declararía acerca del proyecto:
Sobre la posibilidad de una continuación, en una entrevista concedida al sitio IndieGames.com el mismo autor bromearía: «Queremos realizar algunas secuelas: "You Have To Burn The Bridge", "You Have To Burn The Ship"... ahora es realmente una franquicia. No, qué va, queremos trabajar en otros proyectos».

## Argumento
Un personaje de color rosa, controlado por el jugador, debe vencer al Grinning Colossus (Coloso Sonriente). Para ello, y como el propio título indica, deberá quemar la cuerda que soporta una lámpara, para lanzarla sobre el enemigo y vencerlo. Tras ello, termina el juego.

### Pistas
A lo largo del pasillo inicial que conduce al Coloso Sonriente se presentan una serie de pistas para facilitar la tarea del jugador. Estas son:
1. «There's a boss at the end of this tunnel» («Hay un jefe enemigo al final de este túnel»)
2. «You can't hurt him with your weapons» («No podrás herirlo con tus armas»)
3. «To kill him you have to burn the rope above» («Para matarlo deberás quemar la cuerda de arriba»)

Una cuarta pista, oculta, se muestra si se pulsa el botón derecho del ratón sobre la pantalla de juego, leyéndose: «4. Also, you can't really die» («Además, no podrás morir realmente»).
En una entrevista, Kian Bashiri declaró que la mencionada cuarta pista es el único huevo de Pascua oculto en el juego, desmintiendo por otro lado la posibilidad de vencer al enemigo sin lanzarle la lámpara.

## Personajes

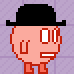
Protagonista

### Protagonista
De cuerpo redondo y rosado, vestido únicamente con un bombín negro y botines anaranjados. Puede saltar y lanzar hachas.

### Grinning Colossus
El Coloso Sonriente, archienemigo al que ha de vencer el protagonista. Se trata de un cilindro negro gigante, sin extremidades, de ojos saltones y desproporcionada boca. Ataca con esferas que nacen de las cuencas de sus ojos, y con su propio cuerpo, los cuales aturden al protagonista. Las hachas le dañan, pero su barra de vida se recupera inmediatamente.

## Banda sonora
Está compuesta, dirigida y orquestada por Henrik Nåmark, compañero de clase de Kian Bashiri y al que el autor conocería en la universidad dos años antes de programar YHTBTR. Tres son las pistas que suenan a lo largo del juego: durante el recorrido por el túnel (Cave), durante la batalla contra el Coloso Sonriente (Busta Buss), y en los títulos de crédito (Now You're a Hero). Una cuarta fue compuesta como introducción a la batalla (Lethal intro), pero finalmente fue desechada en la versión final al cumplir el jugador demasiado rápido su objetivo.

### Canción de los títulos de crédito
Una de las composiciones de Henrik Nåmark, publicada bajo licencia Creative Commons (Atribución-No Comercial 2.5 Genérica), suena al final. La melodía, denominada Now You're a Hero, imita en muchos aspectos el propósito de los títulos de crédito de Portal, donde su canción, «Still Alive», felicita al jugador por su logro. La letra de Nåmark es como sigue:

El propio compositor aclararía una curiosidad sobre la canción en su página web:

## Críticas y recibimiento
El autor recibió numerosas colaboraciones de aficionados, como guías sobre cómo completar el juego o vídeos en YouTube, colaboraciones que fueron enlazadas en un principio en la página web oficial.
El juego fue citado a las pocas semanas de su publicación en multitud de páginas y blogs. AnaitGames lo calificaría como «¡Juegazo!», ironizando sobre su superioridad ante la canción de crédito de Portal o el protagonista de Halo 3. Otros medios españoles, como Vida Extra, lo calificarían de molesta broma pasajera, sin mencionar las claras intenciones críticas del juego, intenciones que están de igual modo detrás de los walkthrough («guías paso a paso») que orientan su desarrollo, de los manuales y de los vídeos que muestran cómo terminarlo o una carrera contrarreloj, y que definen muchos de los tópicos actuales del sector.
El conocido bloguero de MSNBC, Will Femia, diría: «Necesito explicarme "You Have To Burn The Rope". No las instrucciones, claro está, sino por qué es tan terriblemente popular. Parece que es por la atractiva canción que suena cuando lo completas. En cierta forma, del estilo del grupo "Flight of the Conchords"».

### Otras menciones destacadas en Internet
- Gaygamer.net: «Posee la que probablemente sea la mejor canción final que he escuchado desde "Still Alive" en Portal, pero no te preocupes –no dedicarás horas hasta que la escuches. En el juego, controlas un pequeño testículo rosa (o algo así) embutido en un bombín, que deberá llegar al final de un largo corredor antes de cumplir el evidente título del juego». 5 de abril de 2008.

- Suplemento "Digital Edge" de Excite.uk: «Provoca un refrescante cambio frente a los juegos on-line ultracomplejos y repletos de niveles, y culmina con una festiva canción melodramática». 7 de abril de 2008.

- Blog de la serie británica "Best Week Ever": «Es muy reconfortante saber que en este superagotado baldío que denominamos Intera-net, en ocasiones aún nos cruzamos con cosas que definitivamente valen la pena [...] Si eres un fan de los videojuegos, de los retos únicos, o de las canciones medio odiosas al estilo de Bowie, disfrutarás este juego. De lo contrario, aún seguirás disfrutándolo.». 9 de abril de 2008.

- AnaitGames: le otorgó el sexto puesto al protagonista de You Have To Burn The Rope en la lista Las 20 mejores prendas de ropa de la historia de los videojuegos, diciendo: «Ya habíamos hablado aquí de este juegazo. Gráficos coloristas, fuego fotorrealista y duración next-gen. ¿Cómo se puede mejorar un juego perfecto? ¡Poniéndole un bombín al protagonista! Mission accomplished!». 28 de mayo de 2008.

## Adaptaciones

### Versión texto de Michael Cook
Existe una versión como aventura conversacional programada Michael Cook y publicada el 5 de abril de 2008. Realizada con el programa Inform 7 , los usuarios de Microsoft Windows deben ejecutarla a través de aplicaciones como WinGlulxe .
Puede resolverse con la siguiente cadena: east, east, up, get torch, up, burn rope with torch. Tecleando examine puede recibirse una descripción del entorno.

### Advanced Set The Rope On Fire Cartridge (ASTROFC)
Remake ("demake", según la carátula oficial) del juego original imitando los gráficos de la consola Intellivision. Publicado por el usuario Blueberry –programador junto a Seviss–, el 29 de agosto de 2008 en los foros de Independent Gaming Source .
Como huevo de Pascua (posee cuatro en total), si el jugador pulsa la tecla "B" mientras cae al principio, el enemigo lucirá un monóculo, «haciéndolo un poquito más elegante» en palabras de uno de los autores.

### Otras adaptaciones
- Thomas Burk: novelización  del guion del videojuego. Publicada el 16 de abril de 2008.

- "Hempuli": viñeta  («Hardest Boss Fight Ever»), en la cual invertiría el autor media hora de dibujo y coloreado. Publicada el 1 de mayo de 2008.

### Enlaces primarios
- You Have To Burn The Rope: página oficial del juego
- Manual oficial Archivado el 23 de abril de 2008 en Wayback Machine.
- Página de Henrik Nåmark con enlace a la canción en MP3 de los títulos de crédito
- Página de Henrik Nåmark en la que se detallan los acordes de guitarra en la canción final
- Versión texto (aventura conversacional) del juego, por Michael Cook

### Información adicional
- Entrevista a Kian Bashiri en IndieGames.com Archivado el 13 de abril de 2008 en Wayback Machine.

### Enlaces secundarios
- Teaser trailer en YouTube y realizado por un aficionado
- Crítica del videojuego de "Eli Reviews" en YouTube, comentada por un niño estadounidense de cuatro años

- Datos: Q2709813
- Multimedia: You Have to Burn the Rope / Q2709813